# Roger Mortimer, 2.º Conde de March
Roger Mortimer, 2.º Conde de March, 4.º Barão Mortimer (Ludlow, 11 de novembro de 1328 - Rouvray, 26 de fevereiro de 1360) foi um nobre inglês e comandante militar durante a Guerra dos Cem Anos. Em 1348 ele foi um dos cavaleiros fundadores, o sétimo Cavaleiro da Ordem da Jarreteira.
Participou da  Batalha de Crécy e pela sua bravura, foi feito cavaleiro e foi dado vastas terras e foi convocado para o parlamento como barão.